# Kronologisk lista över svenska järnvägsolyckor
Denna lista omfattar de olyckor som beskrivs av artiklar i Kategori:Järnvägsolyckor i Sverige.
- 1864: Sandsjöolyckan
- 1875: Lagerlundaolyckan
- 1908: Järnvägsolyckan i Huddinge 1908
- 1912: Järnvägsolyckan i Malmslätt
- 1917: Järnvägsolyckan i Holmsveden
- 1918: Järnvägsolyckan i Getå
- 1928: Järnvägsolyckan i Lenninge
- 1939: Järnvägsolyckan i Kimstad 1939
- 1940: Gubberoolyckan
- 1941: Krylbosmällen
- 1942: Järnvägsolyckan i Tyringe
- 1947: Järnvägsolyckan i Edsvalla
- 1950: Järnvägsolyckan i Mariedamm
- 1951: Järnvägsolyckan i Kinstaby
- 1956: Järnvägsolyckan i Ställdalen
- 1956: Järnvägsolyckan vid Granbo station
- 1956: Järnvägsolyckan i Akkavare
- 1957: Järnvägsolyckan vid Hinsnorets station
- 1958: Järnvägsolyckan i Grycksbo
- 1964: Järnvägsolyckan i Alby
- 1966: Järnvägsolyckan i Holmsveden
- 1975: Järnvägsolyckan i Sya-Mjölby
- 1975: Järnvägsolyckan på Norrköpings centralstation 1975
- 1976: Järnvägsolyckan i Raus
- 1980: Järnvägsolyckan vid Hinsnoret-Ornäs
- 1987: Järnvägsolyckan i Lerum
- 1992: Spårvagnsolyckan vid Vasaplatsen i Göteborg
- 1994: Järnvägsolyckan i Varberg
- 2004: Järnvägsolyckan i Nosaby
- 2005: Järnvägsolyckan i Ledsgård
- 2010: Järnvägsolyckan i Kimstad 2010
- 2013: Järnvägsolyckan på Saltsjöbanan 2013
- 2014: Järnvägsolyckan i Huddinge 2014